# قطعه‌هایی از گلهای رنج
«قطعه‌هائی از گلهای رنج» (به فرانسوی: Les Fleurs du mal) ترجمه‌ای منتخب از کتاب مجموعهٔ شعر «گل‌های رنج» اثر شارل بودلر شاعر قرن نوزدهم فرانسه است که توسط «مرتضی شمس» از زبان اصلی (فرانسوی) به فارسی برگردانده شده است. بودلر پدر شعر مدرن است. امروزه بسیاری از او به عنوان بزرگ‌ترین شاعر فرانسه یاد می‌کنند. اصالت بدعت اثر او جایگاهی هم تراز آثار بزرگانی چون: ویکتور هوگو، تئوفیل گوتیه و حتی لرد بایرون دارد. در عین حال که اشعار او گاه درون‌مایهٔ اضمحلالی آگاهانه در هنجارها، اخلاقیات، وقار، ایمان مذهبی، شرافت، انضباط (دکادنس) و گاه تن‌کامگی دارد، وی از پیشگامان نمادگرایی و جنبش‌های نوگرایی به‌شمار می‌رود. زبان بودلر رسا و فن شعر او دقیق است.
قطعاتی از این کتاب مهم برای اولین بار در ایران، با عنوان «قطعه‌هائی از گلهای رنج» توسط «مرتضی شمس» در سال ۱۳۳۵ خورشیدی به زبان فارسی برگردانده و توسط «انتشارات کتابخانه گوتمبرگ» چاپ شد و این سبک را به جامعهٔ ادبی ایران معرفی نمود.[۱]

## تاریخچه کتاب
این کتاب که مهم‌ترین اثر شاعر نیز محسوب می‌شود در مجموعه‌ای تحت عنوان «گل‌های رنج» در سال ۱۸۵۷ میلادی انتشار یافت.
این مجموعه بلافاصله بعد از انتشار از سوی دادگاه توقیف شد. ناشر به پرداخت صد فرانک و بودلر به پرداخت سیصد فرانک جریمۀ نقدی (که بعدا به پنجاه فرانک کاهش یافت) محکوم شدند و شش قطعه از اشعار نیز از مجموعه حذف شد. این داوری، بودلر را مایوس نکرد به طوری که چهار سال بعد چاپ دوم «گل‌های رنج» با ۳۵ شعر تازه و پس از آن مجموعۀ «اشعار کوچک منثور» منتشر شد. در این اثر، بودلر به دنبال کشف زیبایی از درون زشتی است و مبانی زیبایی‌شناسی جدیدی را پایه‌ریزی می‌کند. او خود در اینباره می‌نویسد:
"... در این کتاب موحش، من همه عشق، عاطفه، اعتقاد و نفرتم را نهاده‌ام! ..."
«گل‌های رنج» بر چندین شاعر برجستۀ فرانسوی از جمله: «پل ورلن»، «آرتور رمبو» و «استفان مالارمه» تأثیر زیادی داشت.
در بسیاری از منابع اولین مترجم این کتاب که مهم‌ترین اثر شارل بودلر نیز محسوب می‌شود، «محمدعلی اسلامی ندوشن» ذکر شده است؛ در صورتیکه کتاب مذکور، با عنوان مجموعۀ «ملال پاریس و برگزیده‌ای از گل‌های بدی» توسط بنگاه ترجمه و نشر کتاب، در سال ‫۱۳۴۱‬ خورشیدی به چاپ رسیده است. ضمنا در پیشگفتار کتاب مذکور نیز مترجم، دربارهٔ منبع اولین ترجمهٔ فارسی از کتاب «قطعه‌هائی از گلهای رنج» ترجمهٔ «مرتضی شمس» نام می‌برد.[۲]

در مقدّمهٔ کتاب آمده است:[۱]
«گلهای رنج» اثر فناناپذیر «بودلر» جزو کتابهای عجیبی است که تار و پود قطعات زیبای آن‌را از غم و اندوه بافته‌اند.
هنگامی که نخستین بار «گلهای رنج» را خواندم از لطف و زیبائی و تشبیهات شگفت‌انگیز آن متعجب شدم.
در ترجمهٔ این کتاب سعی کرده‌ام گفته‌های شاعر را تا آنجا که مقدور است به فارسی برگردانم ولی گاهی برای حفظ زیبائی کلام و یا برای اینکه جملات زیاد بی‌پرده بنظر نرسند، تنها اشاره‌ای بمنظور شاعر کرده‌ام و گذشته‌ام.
ترجمهٔ شعر مشکل‌ترین ترجمه‌ها است و مترجم هر قدر چیره‌دست و توانا باشد، نخواهد توانست آنهمه گیرائی را که در شعر اصلی وجود دارد به زبان دیگر برگرداند، صرف‌نظر از اینکه شعرای مکتب سمبولیک اشعار خود را بسیار غامض و مبهم سروده‌اند و بقول خودشان هر کس شعر آنها را بر حسب سلیقه و روحیهٔ خود نوعی تعبیر و تفسیر میکند.
امیدوارم این خدمت ناچیز مقبول اهل ادب قرار گیرد و اگر سهو و اشتباهی مشاهده فرمودند به مترجم یادآوری فرمایند تا انشاءالله در چاپ بعدی که قطعات دیگری بر آن افزوده خواهد شد، از راهنمائیهای ایشان استفاده شود زیرا انتقاد، انتقاد درست... راه پیشرفت را هموارتر میکند.
خوی - ۱۳۳۴/۹/۲۸